# Sanchotello
Sanchotello es un municipio y localidad española de la provincia de Salamanca, en la comunidad autónoma de Castilla y León. Se integra dentro de la comarca de la Sierra de Béjar. Pertenece al partido judicial de Béjar y a las mancomunidades Embalse de Béjar y Ruta de la Plata.
Su término municipal está formado por un solo núcleo de población, ocupa una superficie total de 14,03 km² y según los datos demográficos recogidos en el padrón municipal elaborado por el INE en el año 2024, cuenta con una población de 212 habitantes.
En tiempos compartían estación de tren con el cercano pueblo de Fresnedoso.

## Economía
Hasta la segunda mitad del siglo XX, en Sanchotello se desarrolló una economía basada en la agricultura y ganadería familiar. Pequeños minifundios dedicados a la recolección de frutas, cereales y hortalizas, regados con el abundante agua de arroyos y manantiales canalizados, así como la extracción de carne, leche y huevos de animales domésticos, permitieron la subsistencia de los habitantes del pueblo, que vendían sus excedentes a los pueblos cercanos y en el mercado de Béjar. Es a partir de los años 50 del siglo pasado, cuando muchos vecinos completan los limitados ingresos que esta economía les proporcionaba con trabajos temporales y, en el mejor de los casos, fijos, en la próspera industria textil de la comarca.
A partir de los años 70, coincidiendo con el inicio de la crisis textil, muchas familias emigran a otras ciudades: Avilés, Barcelona, Madrid, Valladolid, etc., con lo que comienza la despoblación de Sanchotello, convirtiéndose las fértiles tierras antes cultivadas en zonas yermas y abandonadas.
La ocupación principal de sus habitantes actualmente  viene derivada de los empleos ofrecidos por Béjar y Guijuelo, además de algunos vestigios de agricultura y ganadería ovina, bovina, porcina y equina.

## Geografía
Desde el municipio y especialmente desde el Mirador de la Cruz, se tienen espléndidas vistas del valle del río Sangusín, la  Sierra de Francia, de los Picos de Valdesangil(Salamanca) y de los famosos hermanitos, cerca de la Nava de Béjar, Fresnedoso, Ledrada y Sorihuela.
Los municipios más cercanos son: Ledrada al nordeste, Peromingo al noroeste, Navalmoral de Béjar y Fuentebuena al sudoeste, Valdesangil al sur, Vallejera de Riofrío al sureste y Fresnedoso al este.
El núcleo urbano más cercano es la ciudad de Béjar, que se encuentra a 5.72 kilómetros y 10 kilómetros por carretera.

## Historia

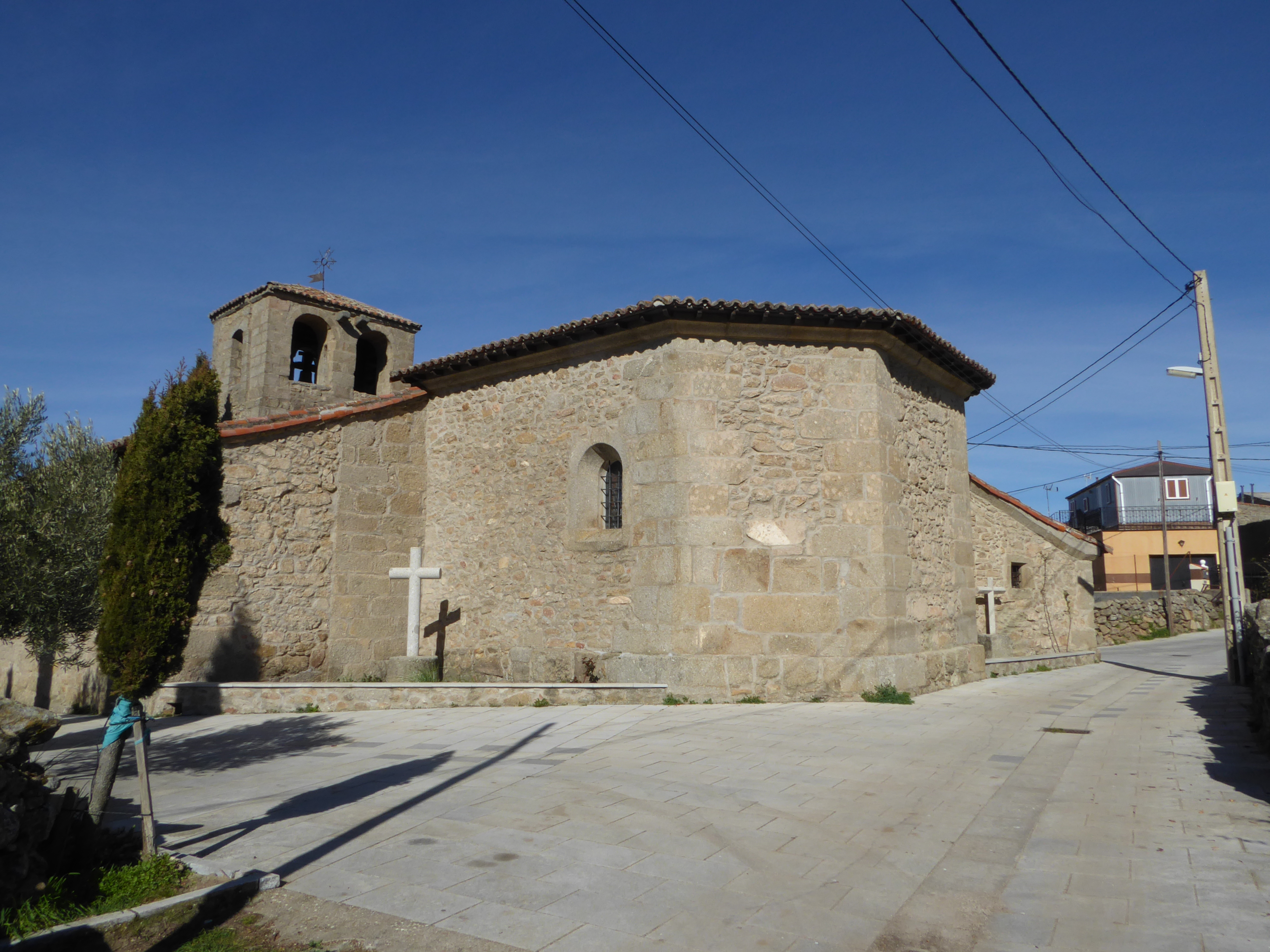
Iglesia de Nuestra Señora de la Asunción

Su fundación puede datarse en las repoblaciones medievales, pasando a formar parte, tras la muerte de Alfonso VII de León, del concejo castellano de Ávila. Tras la creación, en 1209, de la Comunidad de Villa y Tierra de Béjar, Sanchotello pasó a formar parte de la misma.
Como parte de la comunidad bejarana, tras la pérdida del voto en Cortes de Béjar y su paso a depender de Salamanca en ese aspecto a partir de 1425, hecho favorecido por el paso de Béjar y su territorio a manos de los Zúñiga en 1396, Sanchotello pasó a formar parte del Reino de León, en el que se ha mantenido en las divisiones territoriales de Floridablanca en 1785 y finalmente en la de 1833 en que se crean las actuales provincias, quedando integrado Sanchotello en la provincia de Salamanca, dentro de la Región Leonesa.

## Geografía humana

### Demografía
Cuenta con una población de 212 habitantes (INE 2024).
| Gráfica de evolución demográfica de Sanchotello entre 1842 y 2021 |
| |
| Población de derecho según los censos de población del INE Población de hecho según los censos de población del INEEn estos censos se denominaba Sancho Tello: 1842, 1857 y 1860 |

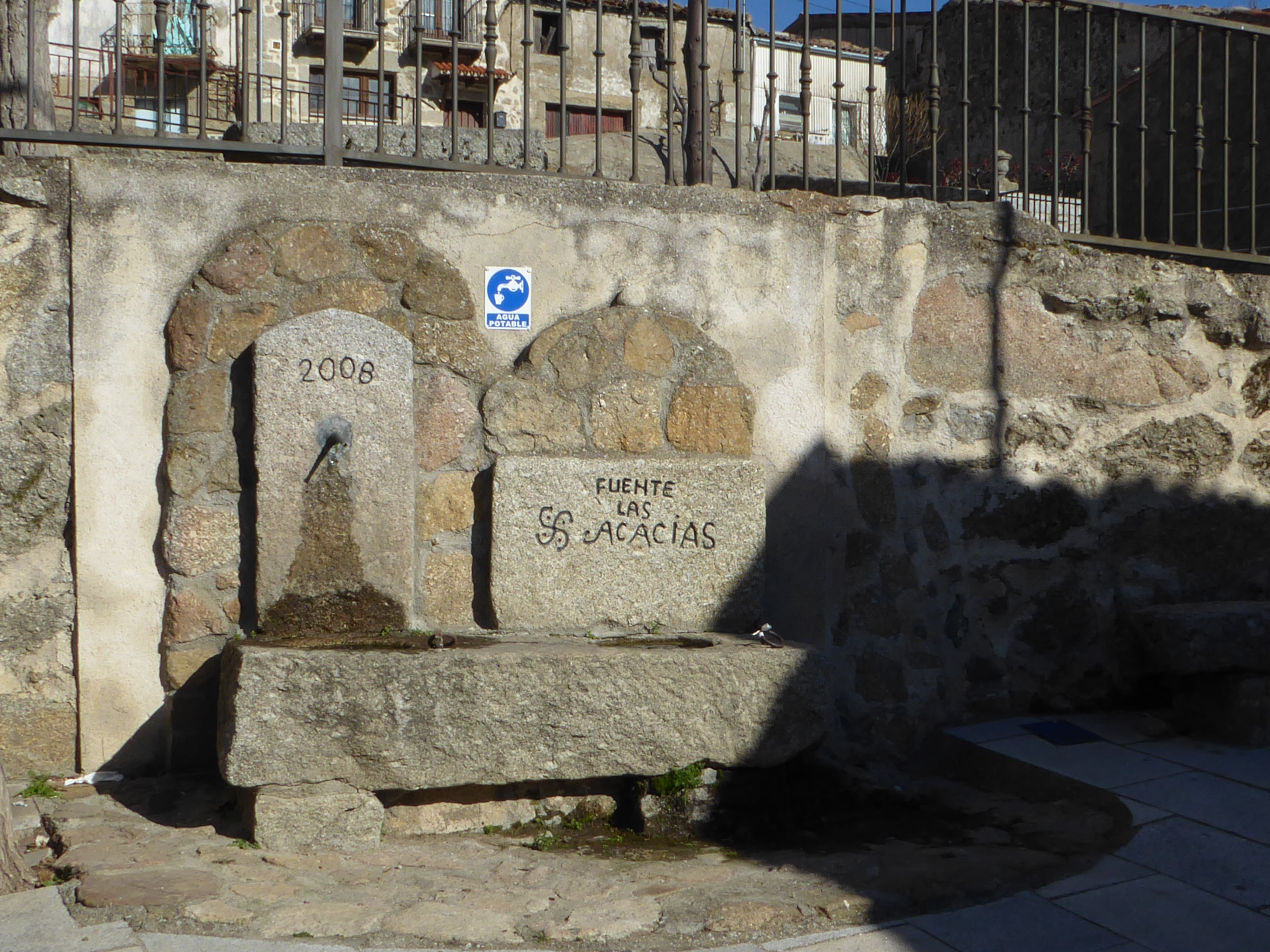
Fuente de las Acacias

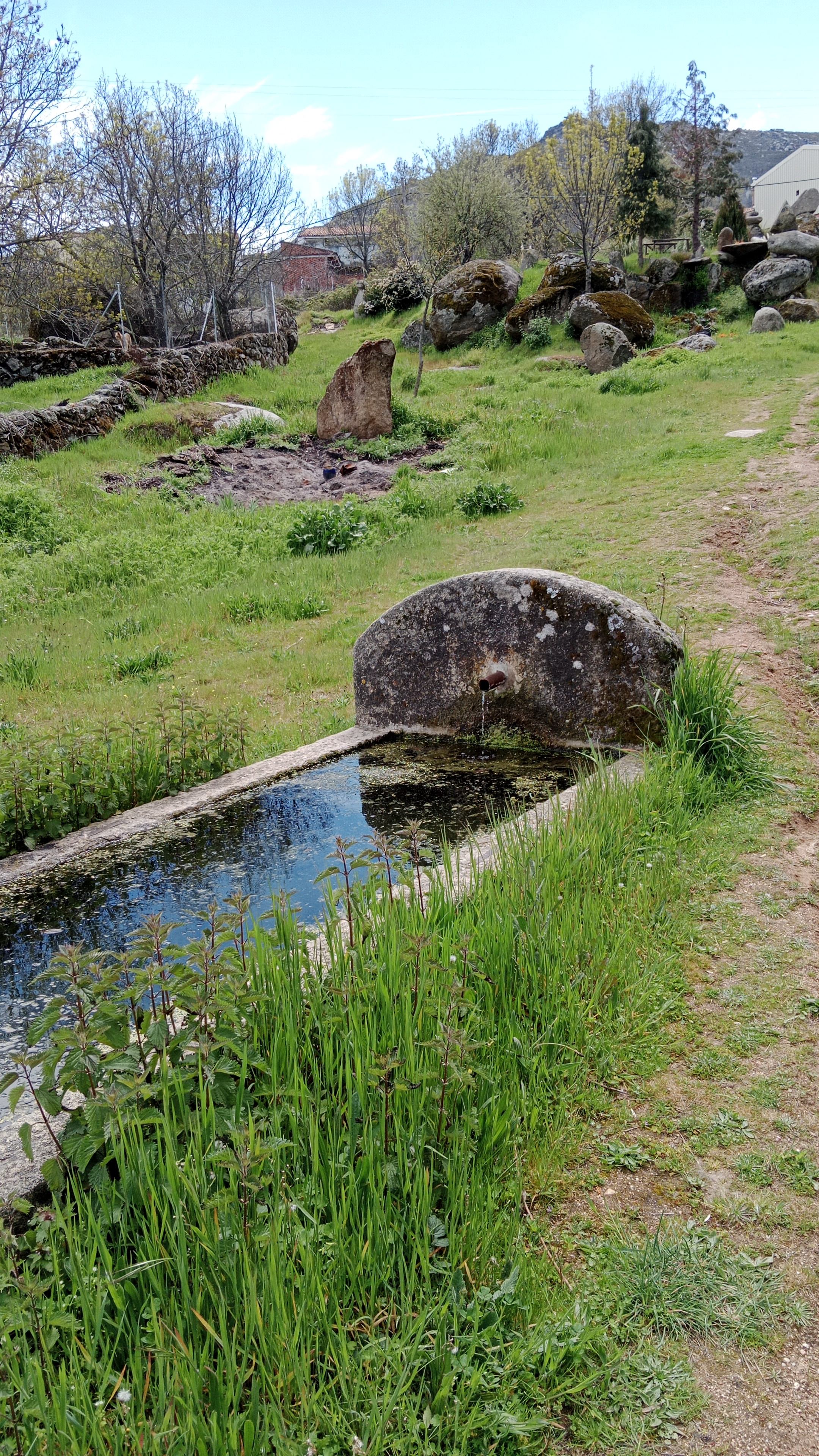

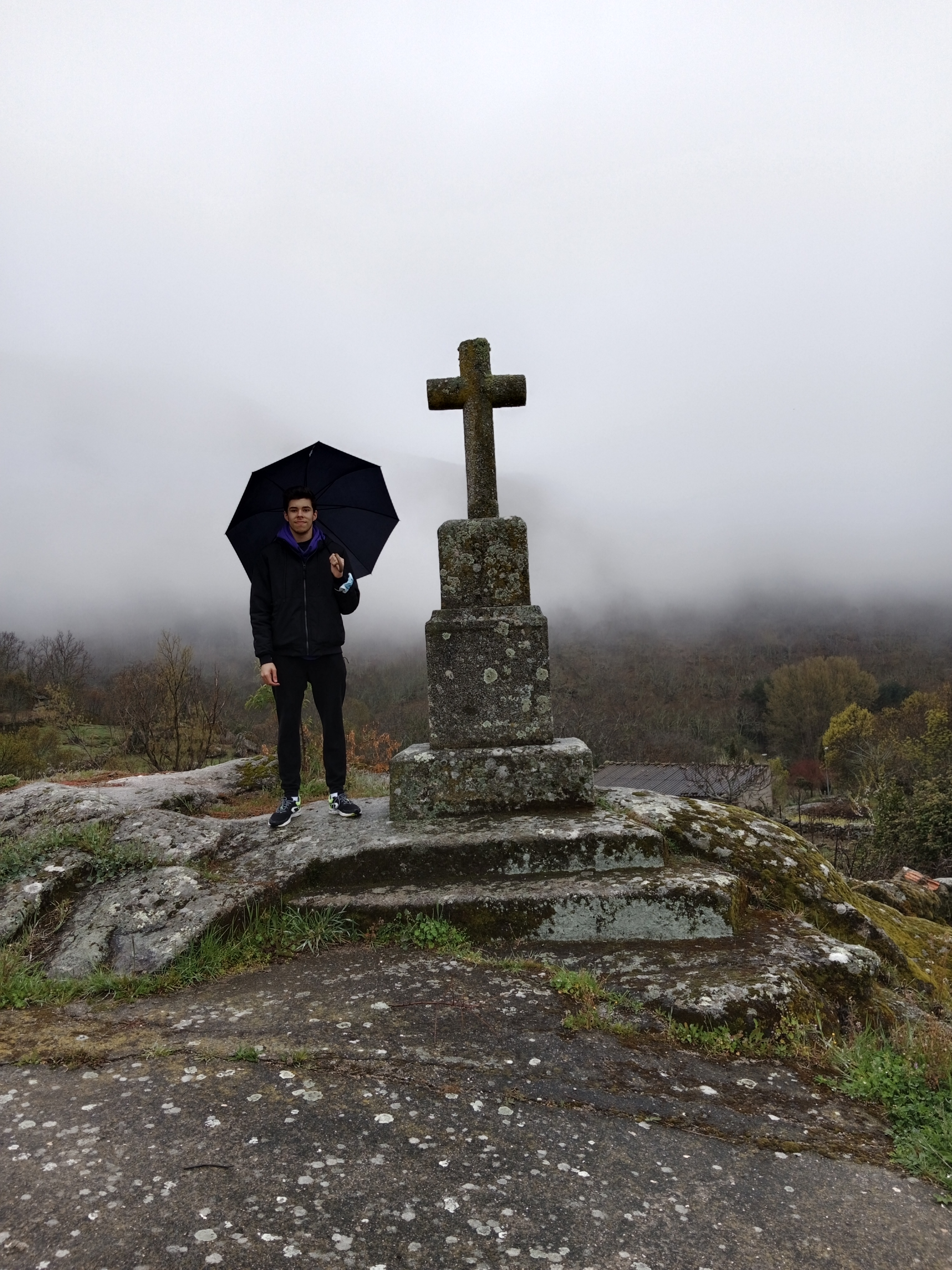

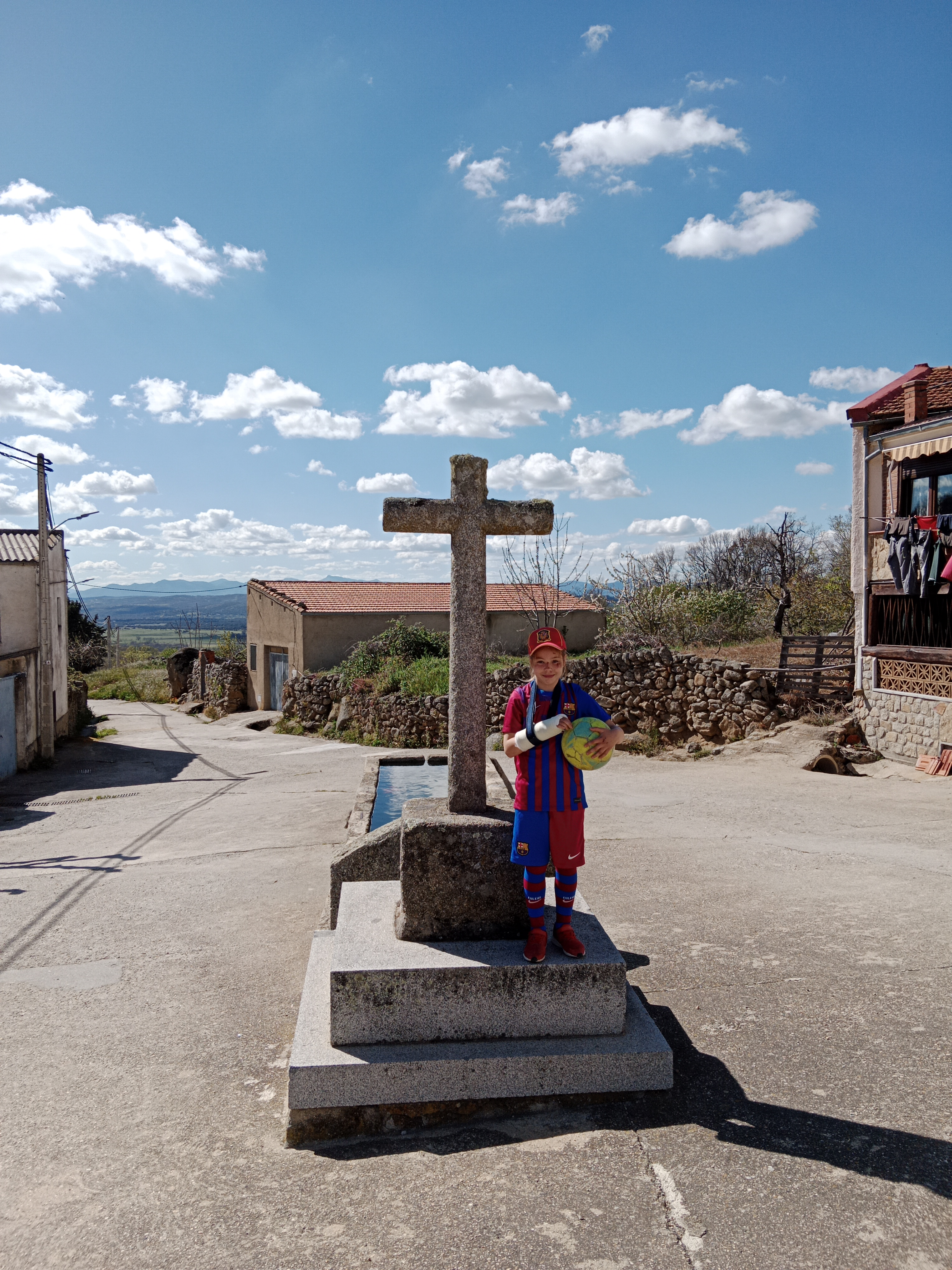

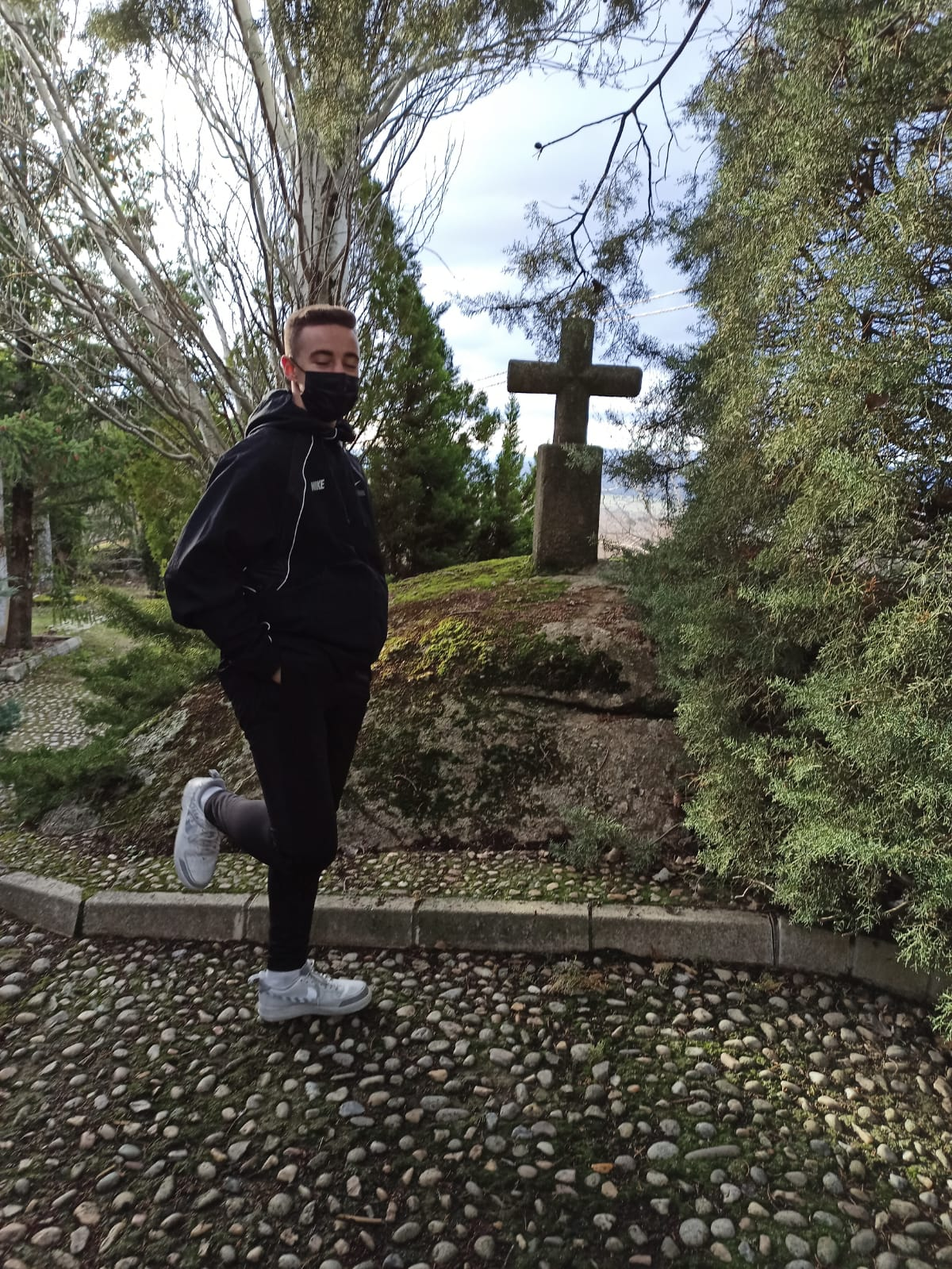

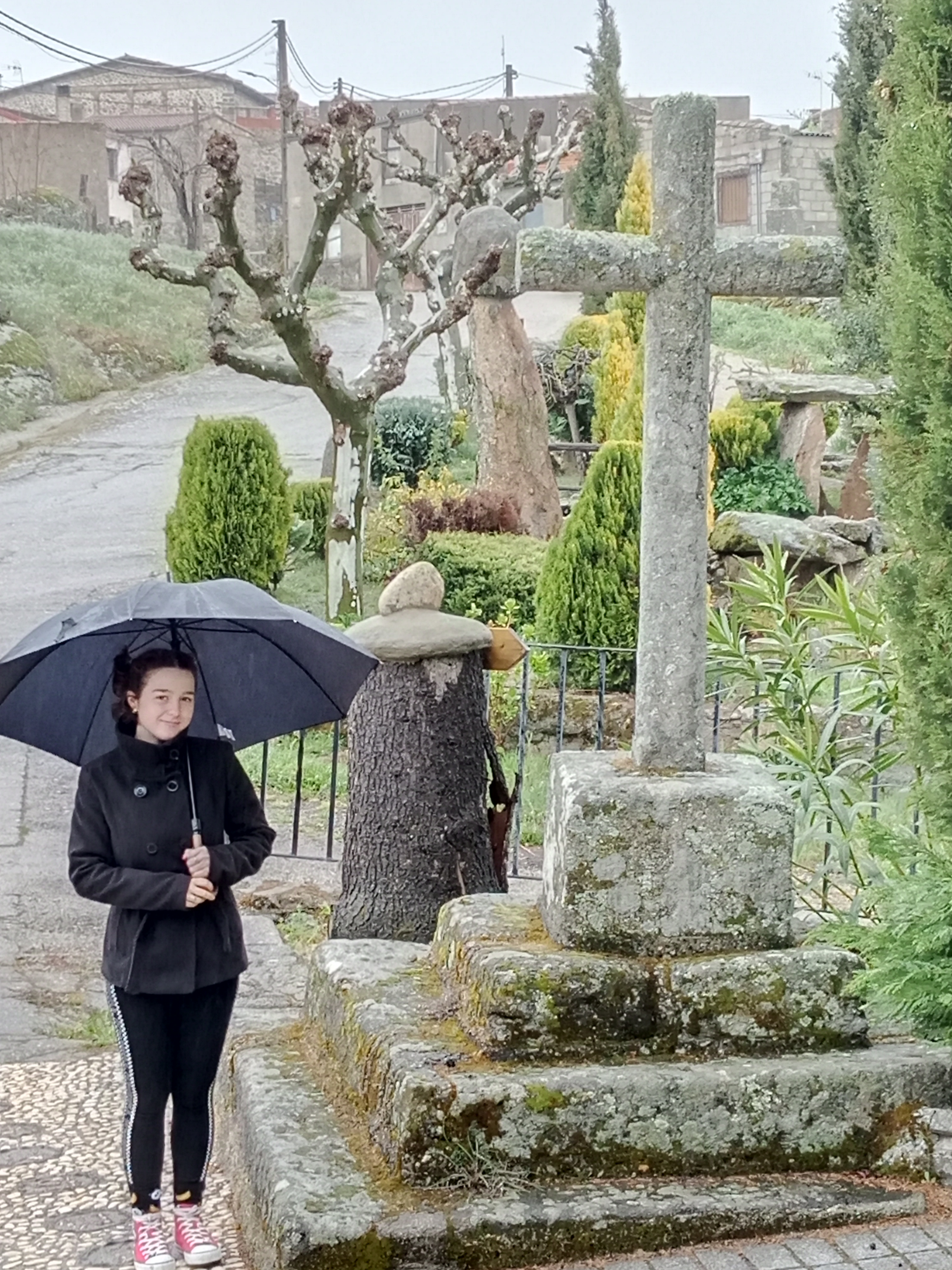

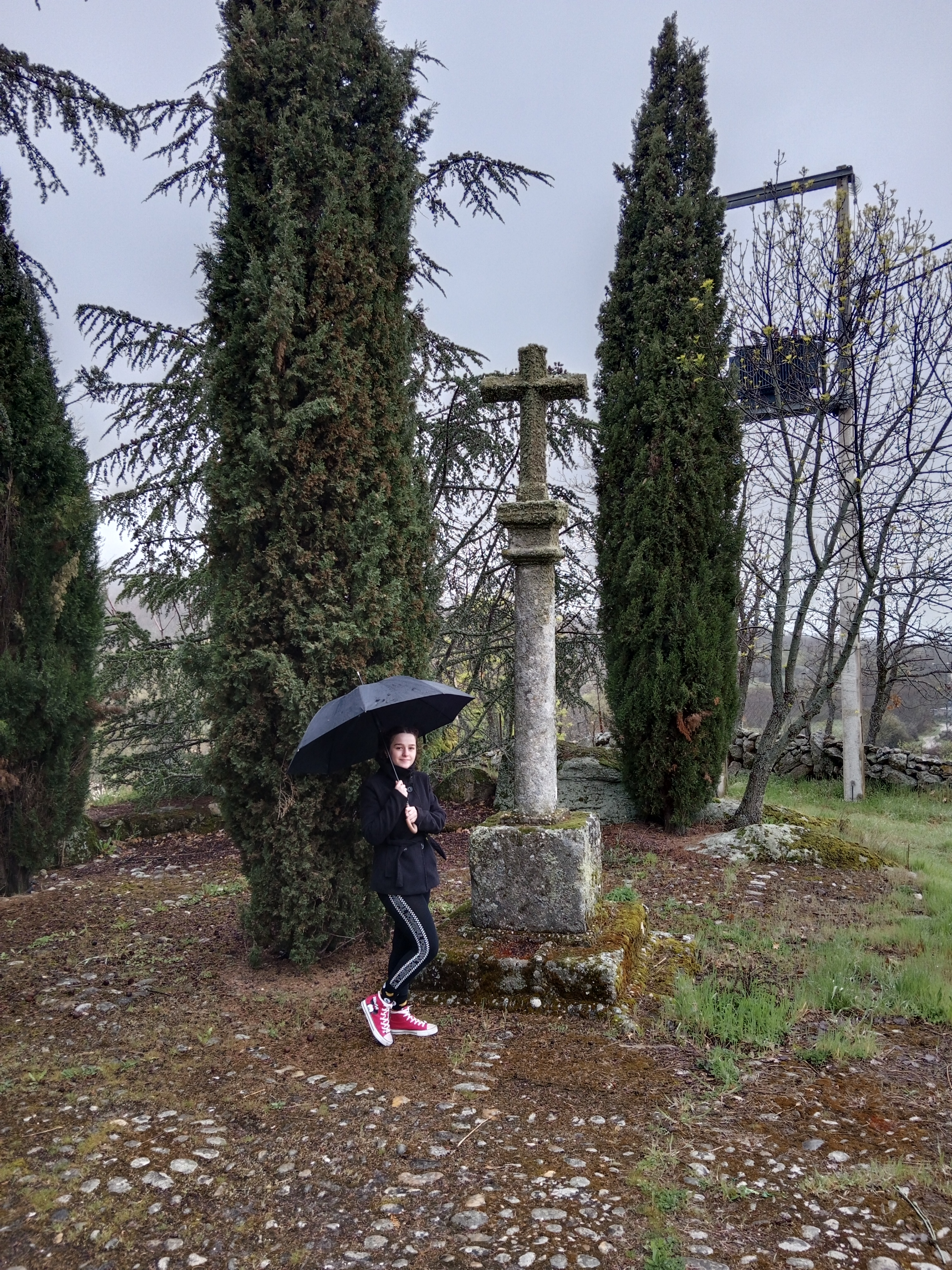

Según el Instituto Nacional de Estadística, Sanchotello tenía, a 31 de diciembre de 2018, una población total de 222 habitantes, de los cuales 119 eran hombres y 103 mujeres. Respecto al año 2000, el censo refleja 317 habitantes, de los cuales 163 eran hombres y 154 mujeres. Por lo tanto, la pérdida de población en el municipio para el periodo 2000-2018 ha sido de 95 habitantes, un 30% de descenso.

### Transporte
El municipio está bien comunicado por carretera con los núcleos vecinos siendo atravesado por la DSA-250 que une La Cabeza de Béjar con Navalmoral de Béjar. Por el contrario el acceso tanto a la nacional N-630 que une Gijón con Sevilla como la autovía Ruta de la Plata que tiene el mismo recorrido que la anterior implica dar un importante rodeo o atravesar un camino ganadero sin asfaltar que une el municipio con Fresnedoso, a menos de 4km de distancia y donde se encuentra la salida de la autovía. 
En cuanto al transporte público se refiere, tras el cierre de la ruta ferroviaria de la Vía de la Plata, que pasaba por el municipio y contaba con estación en el mismo, compartida con el vecino término de Fresnedoso, no existen servicios de tren en el municipio ni en los vecinos, ni tampoco línea regular con servicio de autobús, siendo la estación más cercana la de Béjar. Por otro lado el aeropuerto de Salamanca es el más cercano, estando a unos 73km de distancia.

## Símbolos

### Escudo
El escudo heráldico que representa al municipio fue aprobado con el siguiente blasón:

«Escudo partido: Primero, de oro con seis luneles de azur, puestos en dos palos. Segundo, de plata con una banda de sable, cargada en orla de una cadena de oro. Al timbre, la Corona Real Española»

### Bandera
La bandera municipal fue aprobada con la siguiente descripción textual:

«Bandera cuadrada de proporción 1:1, cuartelada en aspa de blanco y rojo, y cargada en su centro del escudo municipal en sus colores, timbrado de la Corona Real Española»

## Administración y política
| Partido político                         | 2019  | 2019  | 2019       | 2015  | 2015  | 2015       | 2011  | 2011  | 2011       | 2007  | 2007  | 2007       | 2003  | 2003  | 2003       |
| Partido político                         | %     | Votos | Concejales | %     | Votos | Concejales | %     | Votos | Concejales | %     | Votos | Concejales | %     | Votos | Concejales |
| Partido Socialista Obrero Español (PSOE) | 52,17 | 84    | 4          | 41,38 | 36    | 1          | 4,86  | 9     | 0          | 38,14 | 82    | 3          | 53,36 | 127   | 4          |
| Partido Popular (PP)                     | 44,72 | 72    | 1          | 57,28 | 59    | 4          | 45,98 | 40    | 4          | 59,53 | 128   | 4          | 46,22 | 110   | 3          |
| Coalición SI por Salamanca (SI)          | —     | —     | —          | —     | —     | —          | 12,97 | 24    | 0          | —     | —     | —          | —     | —     | —          |

## Sanchotellenses ilustres
- María Hernández Matas (1986-2021), cooperante de Médicos Sin Fronteras.

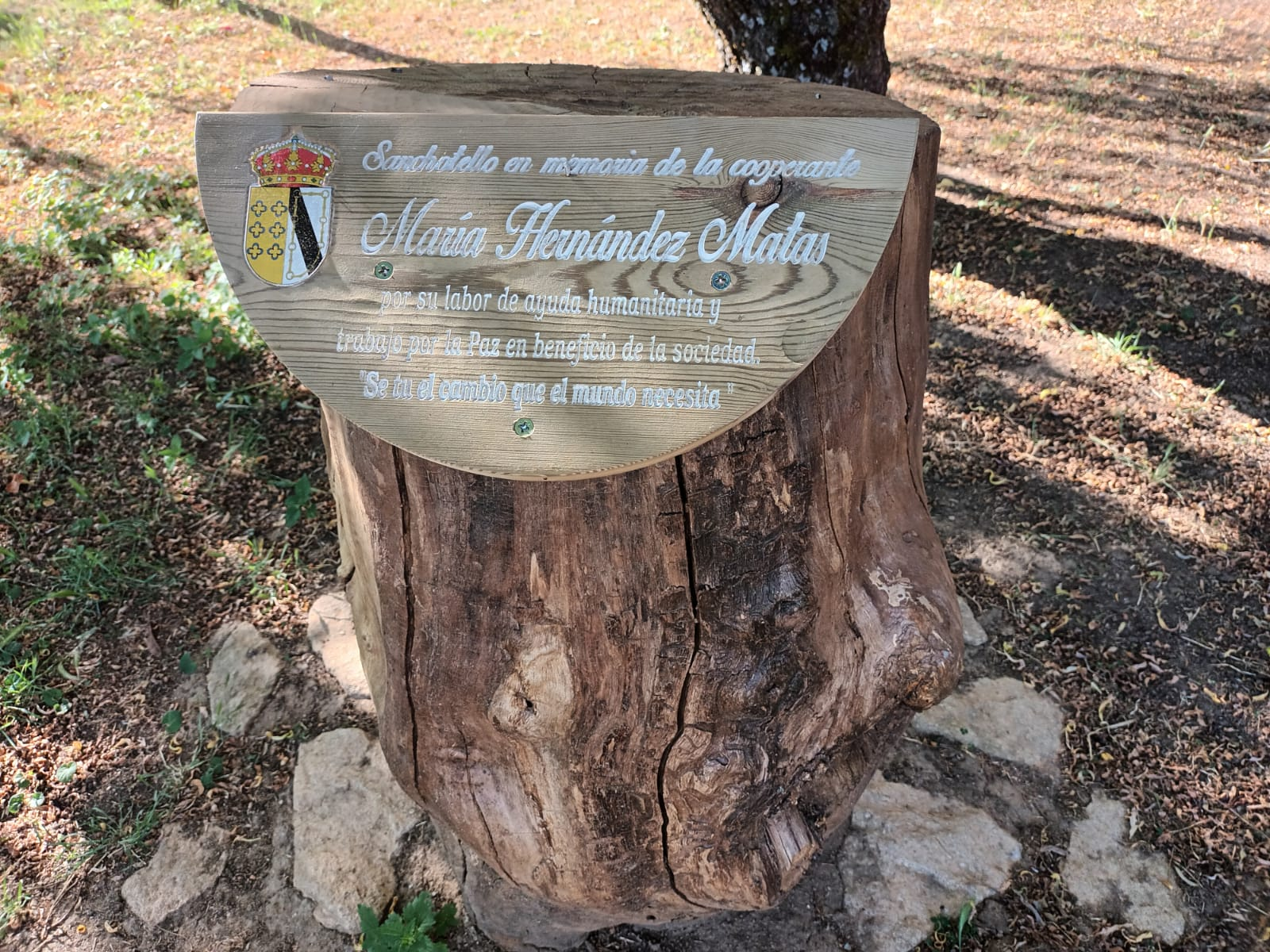

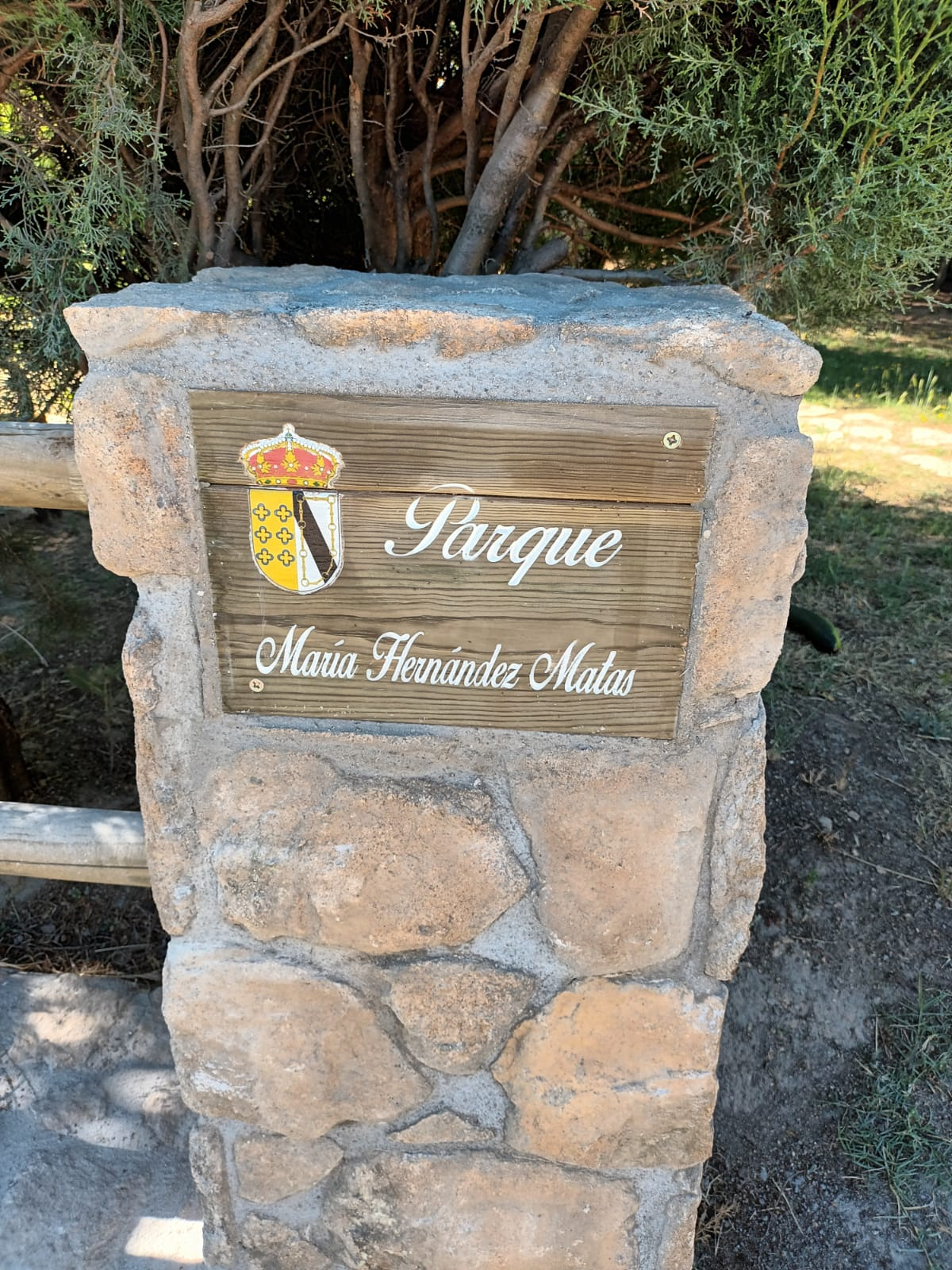

## Cultura

### Tradiciones
El juego de la Calva, que también se juega mucho por esta zona, como en la Calzada de Béjar, Aldeacipreste, Valbuena (Salamanca), Sorihuela, Santibáñez de Béjar y Puente del Congosto.

### Patrimonio
- Iglesia de Ntra. Sra. de la Asunción
- Ermita del Humilladero
- Potro de herrar
- Fuentes y Pilares
- Cruceros
- Canchal del oso
- Antigua estación de ferrocarril
- Los chorritos
- Parques
- Puente de los Molinos
- Las Canchaleras
- La Picota, antigua cantera de granito.

### Fiestas
Las fiestas patronales se celebran el día 15 de agosto en honor a Nuestra Señora de la Asunción, comenzando el programa de actividades culturales y festivas una semana antes; y el día 14 de septiembre en honor al Cristo del Humilladero, con la tradicional subida (y procesión) del Cristo el día 13 y la posterior bajada una semana después.
También es destacable la Bendición de los campos, las tierras de cultivo y los terrenos de pasto el 31 de mayo; cuyo escenario es la llamada Peña de los Frailes.

### Gastronomía
Son típicos del municipio las patatas revueltas, la chanfaina, el cordero, el hornazo, las perrunillas...